# Ali Mohsen al-Moraisi
Ali Mohsen al-Moraisi (Arabisch: علي محسن المريسي) (* 16. September 1940 in Aden; † 26. November 1993 in Sanaa) war ein jemenitischer Fußballspieler, der in den 1960er Jahren in der ägyptischen Liga bei al-Zamalek SC spielte. Er war der erste Ausländer, der jemals Torschützenkönig der ägyptischen Liga wurde.

## Leben und Karriere

### Spielerkarriere
Geboren am 16. September 1940 in der britischen Kronkolonie Aden, spielte al-Moraisi in den 1950er Jahren in der Jugend des al-Ghazal Clubs. Aufgrund seines Studiums zog er nach Ägypten und lebte in Dokki, einem Stadtteil in Kairo, bei einer ägyptischen Familie. Obwohl ihm die Ibrahimi-Schule ablehnte, blieb er in Ägypten und setzte seine Fußballkarriere fort. Mit 18 Jahren wurde vom Zamalek-Trainer Mohamed Qandil entdeckt, der ihn zum Top-Club al-Zamalek SC holte.
Von 1958 bis 1966 spielte Mohsen für al-Zamalek SC und gewann mit dem Verein viermal die ägyptische Meisterschaft und viermal den ägyptischen Pokal. Sein erstes Spiel war sogar das ägyptische Pokalfinale gegen al-Ahly, wo er den 2:1-Siegtreffer erzielen konnte. 1961 erzielte er ein Tor gegen Real Madrid, als er für eine kombinierte Auswahlmannschaft aus Spielern von Zamalek, al Ahly und al-Masry spielte. Das Spiel endete 7:1 für Real Madrid. Nach der Fußball-Weltmeisterschaft 1966 spielte der Jemenit mit Zamalek ein Freundschaftsspiel gegen West Ham United und konnten trotz Starbesetzung des englischen Gegners mit Bobby Moore und Geoff Hurst die Partie überraschend mit 5:1 gewinnen. Er spielte auch gegen Pelé, Puskas, Zagallo und Ammo Baba. Bis zu seinem Karriereende 1966 soll Mohsen insgesamt zwischen 35 und 49 Tore für al-Zamalek SC erzielt haben.

### Trainerkarriere
Nach er seine Spielerkarriere an den Nagel hing, ging er zurück in die Heimat nach Jemen und arbeitete als Trainer. Er leitete al-Shaab, al-Minaa, al-Hilal und Aden. In den Saisons 1972 und 1973 arbeitete er außerdem als Trainer für die somalische Fußballmannschaft Horseed FC und gewann zwei Mal die somalische Fußballmeisterschaft, sowie 1972 den somalischen Fußballpokal. Danach war er für eine kurze Zeit Trainer der somalischen Fußballnationalmannschaft.

### Politik
Er schloss das Militärcollege im Rang eines Leutnants ab und arbeitete als Lehrer am jemenitischen Militärcollege. Außerdem war er Berater des jemenitischen Ministers für Jugend und Sport.

## Internationale Karriere
Ali Mohsen war in Ägypten so beliebt, das ihm die ägyptische Staatsbürgerschaft angeboten wurde, er jedoch ablehnte, um seiner jemenitischen Identität treu zu bleiben. Trotzt dessen, sein erstes Länderspiel bestritt er 1961 für die Nationalmannschaft Ägyptens (damals Vereinigte Arabische Republik). Details zu seinen weiteren Einsätzen sind nicht bekannt. Im November 1964 wurde die Fußballnationalmannschaft von Aden vom ägyptischen Verein Ismailia Ismaily SC zu einer Tour durch Ägypten eingeladen, bei der al-Moraisi vier Spiele für die Auswahl der britischen Kronkolonie Aden bestritt.

## Tod
Ali Mohsen Saad al-Moraisi verstarb am 26. November 1993 im Alter von 53 Jahren in Sanaa, Jemen. Die Todesursache ist unbekannt.

## Weitere Fakten
- Das Nationalstadion Ali Mohsen al-Muraisi Stadium in der jemenitischen Hauptstadt Sanaa, mit einer Kapazität von 25.000 Zuschauern, wurde zu seinen Ehren benannt und ist die Heimspielstätte der jemenitischen Fußballnationalmannschaft.[5]
- Der Ali Muhsin al-Murisi Cup wurde ebenfalls zu seinen Ehren eingeführt. Dieser alternative jemenitische Pokalwettbewerb wurde nur einmal, im Jahr 2003, ausgetragen und vom al-Tilal SC gewonnen.[6] Neben diesen, gibt es auch noch die jährlich im nach ihm benannten Nationalstadion, ein Fußballturnier mit dem Namen: Ali Mohsen Al-Marisi Ramadan Football Championship.[7]
- Berichten zufolge war Ali Mohsen 1,70 Meter groß.
- Er ist unter den verschiedensten Spitznamen bekannt: Ali Atlas, die Interkontinentalrakete, Abu al-Kabatain und der englische Bezwinger von West Ham.
- Er wurde Botschafter des jemenitischen Fußball und ist Persönlichkeit des 20. Jahrhunderts im Jemen.
- In der Stadt Tawahi wurde die Straße, in der er früher gelebt hat, nach ihm benannt.